# The Party is over… Die Fortsetzung von American Graffiti
The Party is over… Die Fortsetzung von American Graffiti (Alternativtitel im Fernsehen: Noch mehr American Graffiti; Originaltitel: More American Graffiti) ist ein US-amerikanisches Filmdrama aus dem Jahr 1979 und eine Fortsetzung des Films American Graffiti aus dem Jahr 1973. Regie führte Bill L. Norton, der auch das Drehbuch schrieb.

## Handlung
Die Handlung zeigt das Leben der Figuren aus American Graffiti in den Jahren 1964 bis 1967. Terry Fields nimmt am Vietnamkrieg teil und wird als vermisst gemeldet. Später stellt sich heraus, dass er lebt und lediglich untergetaucht ist.
Steve Bolander und Laurie heiraten. Sie streiten darüber, ob Laurie, die inzwischen Kinder hat, berufstätig sein soll.
Debbie Dunham und Carol reisen im Jahr 1966 nach San Francisco, wo sie sich einer Kommune der Hippies anschließen. Dunham nimmt Drogen. Sie wird Groupie und folgt einer Musikgruppe, mit der sie am Ende gemeinsam singt.
John Milner ist professioneller Drag Racing Pilot geworden, er wurde im Dezember 1964 von einem betrunkenen Fahrer bei einem Verkehrsunfall getötet.

## Kritiken
Das Lexikon des internationalen Films schrieb, der Film sei „routiniert“ und „streckenweise brillant“ inszeniert. Er offenbare „eine sehr konservative, rückwärtsgewandte Haltung“. Die „komplizierte Verschachtelung der Zeitebenen“ erschwere das Verständnis.

## Hintergründe
Der Film wurde in San Francisco und in verschiedenen anderen Orten in Kalifornien gedreht. Seine Produktionskosten betrugen schätzungsweise 3 Millionen US-Dollar. Der Film spielte in den Kinos der USA ca. 8,1 Millionen US-Dollar ein.